# Años 420
Los años 420 o década del 420 empezó el 1 de enero del 420 y terminó el 31 de diciembre del 429.

## Acontecimientos
- San Agustín de Hippo publica La Ciudad de Dios
- 422: San Celestino I sucede a San Bonifacio I como papa.
- 422: Los vándalos derrotan a los ejércitos romanos en el sur de la península ibérica.
- 428: Aparece el Nestorianismo.
- 428-429: Los vándalos liderados por Genserico pasan a África.